# 二郎山 (陕西省)
二郎山位于神木县内，传说是二郎神下凡压住一条作恶的蛇，化身为二郎山。
山上有二郎神的神位。是神木县的标志性的山，并且与骆驼山相望。每年农历正月初七晚上大部分市民会上山祭拜，祈福来年风调雨顺，俗称"潮山"。